# Karang Kliwon
Karang Kliwon is een bestuurslaag in het regentschap Pasuruan van de provincie Oost-Java, Indonesië. Karang Kliwon telt 1885 inwoners (volkstelling 2010).